# Batterie von Azeville

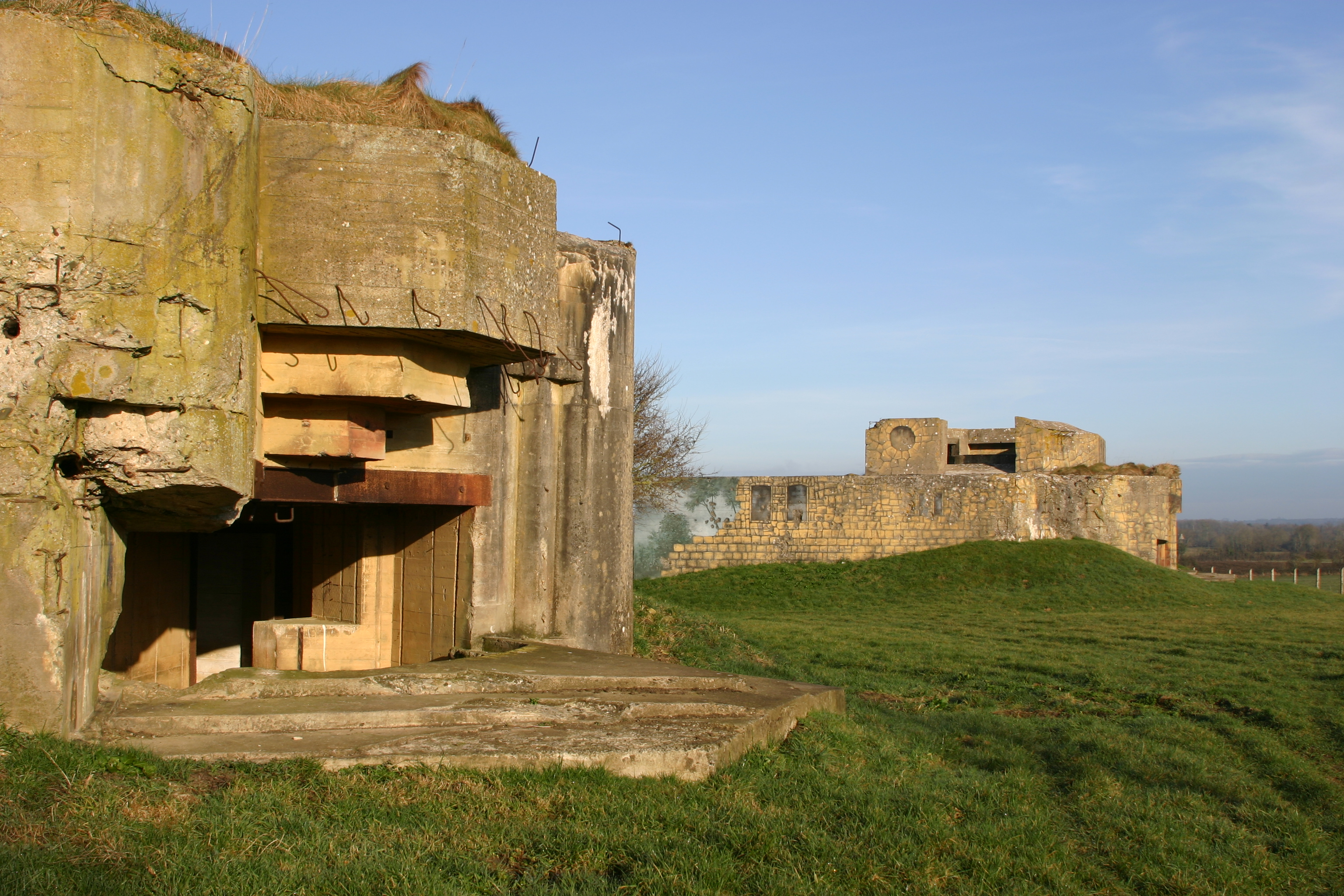
Die Artilleriebatterie Azeville

Die Batterie von Azeville war eine deutsche Artilleriebatterie aus dem Zweiten Weltkrieg, die in der Nähe des französischen Dorfes Azeville im Département Manche in der Normandie errichtet wurde. Sie bildete einen Teil der deutschen Küstenbefestigung des Atlantikwalls und war während der Landung in der Normandie von Bedeutung. Sie beschoss den 15 km entfernten US-Landungsstrand Utah drei Tage lang nach dem D-Day am 6. Juni 1944. Die Batterie wurde am 9. Juni 1944 schwer bombardiert und fiel noch am selben Tag an die Amerikaner. Das Gelände befindet sich im Besitz der Gemeinde und in einer der Geschützkasematten der Batterie ist heute ein Museum untergebracht.

## Konstruktion
Zwischen 1942 und 1944 errichtete die Organisation Todt mit 300 Zwangsarbeitern die Artilleriebatterie von Azeville als eine der ersten deutschen Verteidigungsanlagen an der französischen Küste. Zunächst wurden im Dezember 1941 vier französische 105-mm-Artilleriegeschütze aus dem Ersten Weltkrieg in offenen Schießschächten aufgestellt. Im Jahr 1943 wurden Kasematten (zwei H650 in Regelbau und zwei H671 (die H671 ähneln den H650, haben aber abgerundete Kanten)) zur Unterbringung der Artillerie gebaut. Kasematte Nr. 1 war vom Typ H671 und hatte ein 3,7-cm-Flakgeschütz auf dem Dach; Kasematte Nr. 2 war ebenfalls vom Typ H671 und beherbergte den Hauptgefechtsstand der Batterie. Kasematte Nr. 3 und Nr. 4 waren vom Typ H650 mit einem weiteren Flakgeschütz auf der Kasematte Nr. 4. Die vier Kasematten waren 40 m voneinander entfernt in einer Reihe aufgestellt.
Jede Kasematte war durch zwei Maschinengewehröffnungen geschützt, eine davon links vom Haupteingang. Jeder Bunker hatte einen Bereitschaftsraum für 12 Soldaten und verfügte über zwei Räume, in denen die Granaten und Ladungen für die Geschütze gelagert wurden. Für jede Artillerieeinheit gab es etwa 300 Schuss. Die Geschützscharten hatten einen Schwenkbereich von 120 Grad und waren in der Höhe um 35 Grad verstellbar. Die 105-mm-Geschütze hatten eine Reichweite von 12 km (7,5 Meilen). Auf jeder Seite des Geschützes befanden sich Löcher, in die verbrauchte Hülsen geworfen wurden. Die Geschützgrube hatte ein eigenes Filtersystem, um die Gase nach dem Abfeuern des Geschützes abzusaugen. Jedes Geschütz hatte eine Besatzung von 25 Mann. Die Flakgeschütze hatten eine Besatzung von fünf Mann.
Zusätzlich zu den Kasematten gab es Munitionsbunker, defensive Mörsergruben und mit Maschinengewehren bestückte Tobruks sowie ein Minenfeld. Die Bunker waren durch 700 m lange Tunnels miteinander verbunden. Die Garnison hatte keine Kaserne vor Ort und war in den umliegenden Dörfern untergebracht.
Die Lage der Artilleriebatterie erlaubte keine direkte Sicht auf die umliegenden Strände, und die Feuerleitung für die Geschütze in Azeville wurde vom Feuerleitbunker der 2 km entfernten Batterie von Crisbecq übernommen. Die Bunker waren durch gepanzerte Kommunikationsdrähte miteinander verbunden.
Die Außenwände der Kasematten waren so bemalt, dass sie wie lokale Gebäuderuinen aussahen.

### Garnison
Die Batterie war mit 170 Offizieren und Männern der 2. Kompanie des Heeresküstenartillerie-Regiments 1261 (HKAA) besetzt. Der Kommandeur der Batterie war Hauptmann Hugo Treiber, der die meiste Zeit auf dem Beobachtungsposten der Batterie von Crisbecq verbrachte, während die Bewachung und der Betrieb der Artilleriebatterie von Azeville in den Händen von Leutnant Kattnig lag.

## Landung der Alliierten
Vor der Landung in der Normandie wurde die Batterie häufig aus der Luft bombardiert, war aber am D-Day, dem 6. Juni 1944, noch einsatzbereit. In der Nacht vom 5. auf den 6. Juni 1944 wurde sie erneut von der amerikanischen Luftwaffe bombardiert. Die Batterie wurde zunächst von 20 Fallschirmjägern des 508th Parachute Infantry Regiment angegriffen, die in einem falschen Gebiet abgesprungen waren. Den deutschen Verteidigern gelang es jedoch, die leicht bewaffneten Amerikaner abzuwehren. Im Morgengrauen fuhr Hauptmann Treiber die kurze Strecke nach Crisbecq und überließ Leutnant Kattnig das Kommando.
Die vier 105-mm-Geschütze der Batterie bekämpften die alliierten Schiffe in der Nähe von Utah Beach und beschossen auch den Strand selbst während des gesamten Vormittags des D-Day. In Verbindung mit der Batterie Crisbecq behindert das Granatfeuer der beiden Batterien den Vormarsch der amerikanischen 4th Infantry Division. Die Artilleriebatterie wurde von den alliierten Schiffen beschossen, aber nur geringfügig beschädigt. Das von der Nevada eintreffende Feuer traf die Kasematte Nr. 4.
Eine Reihe deutscher Soldaten, die sich aus dem alliierten Brückenkopf bei Utah zurückzogen, suchten in der Batterie Schutz – etwa 250 deutsche Soldaten befanden sich jetzt in den Bunkern. Am Morgen des 7. Juni begann das amerikanische 22. Infanterieregiment der 4th Infantry Division einen Angriff auf die Artilleriebatterie von Azeville. Infanterie und Panzer näherten sich von Südosten her. Die Deutschen eröffneten das Feuer mit ihren 105-mm-Geschützen und wehrten den Angriff ab. In der Nacht vom 7. auf den 8. Juni versuchten die Amerikaner, die Batterien Azeville und Crisbeq zu umzingeln. Oberleutnant zur See Walter Ohmsen, der Kommandant von Crisbeq, forderte die Besatzung der Artilleriebatterie von Azeville telefonisch auf, das Feuer auf seine eigene Batterie zu richten, um die Amerikaner, die seine Batterie angriffen, zu vertreiben. Das daraufhin von Azeville abgegebene Feuer zwang die Amerikaner zum Rückzug, wobei sie 90 Gefangene zurückließen. In derselben Nacht griffen die Amerikaner die Artilleriebatterie von Azeville erneut an. Maschinengewehre und Flakgeschütze auf den Kasematten 1 und 4 beschossen die herannahenden amerikanischen Panzer und Truppen. Der amerikanische Angriff verpuffte.
In der folgenden Nacht vom 8. auf den 9. Juni beschoss das Schlachtschiff USS Nevada Azeville und setzte die Kasematte Nr. 1 außer Gefecht, wobei alle deutschen Besatzungsmitglieder getötet wurden. Am Morgen des 9. Juni folgte auf einen ersten Artillerie- und Panzerbeschuss ein Angriff des 1. und 2. Bataillons des 22nd Infantry Regiment. Die deutschen Verteidigungsanlagen wurden jedoch nicht ausgeschaltet. Die Amerikaner setzten Sprengkommandos ein, um den Eingang der Kasematte Nr. 1 zu sprengen. Der Vormarsch der Amerikaner wurde bemerkt und Leutnant Kattnig forderte Deckungsfeuer von Crisbeq an, um die Amerikaner zu vertreiben. Die nächste Taktik der Amerikaner war der Einsatz von Flammenwerfern auf Kasematte Nr. 1. Der Flammenwerfer wurde eingesetzt, um den Munitionsraum zu entzünden. Die daraus resultierenden Explosionen töteten alle Verteidiger des Bunkers.
Der schwer verletzte Leutnant Kattnig meldete sich beim Gefechtsstand von Crisbeq und bat um die Erlaubnis, sich zu ergeben. Um 14:30 Uhr gaben die verbliebenen deutschen Verteidiger die Batterie auf. Von den 253 Deutschen in der Batterie wurden 78 getötet, der Rest geriet in Gefangenschaft und eine kleine Gruppe entkam nach Norden.

## Galerie

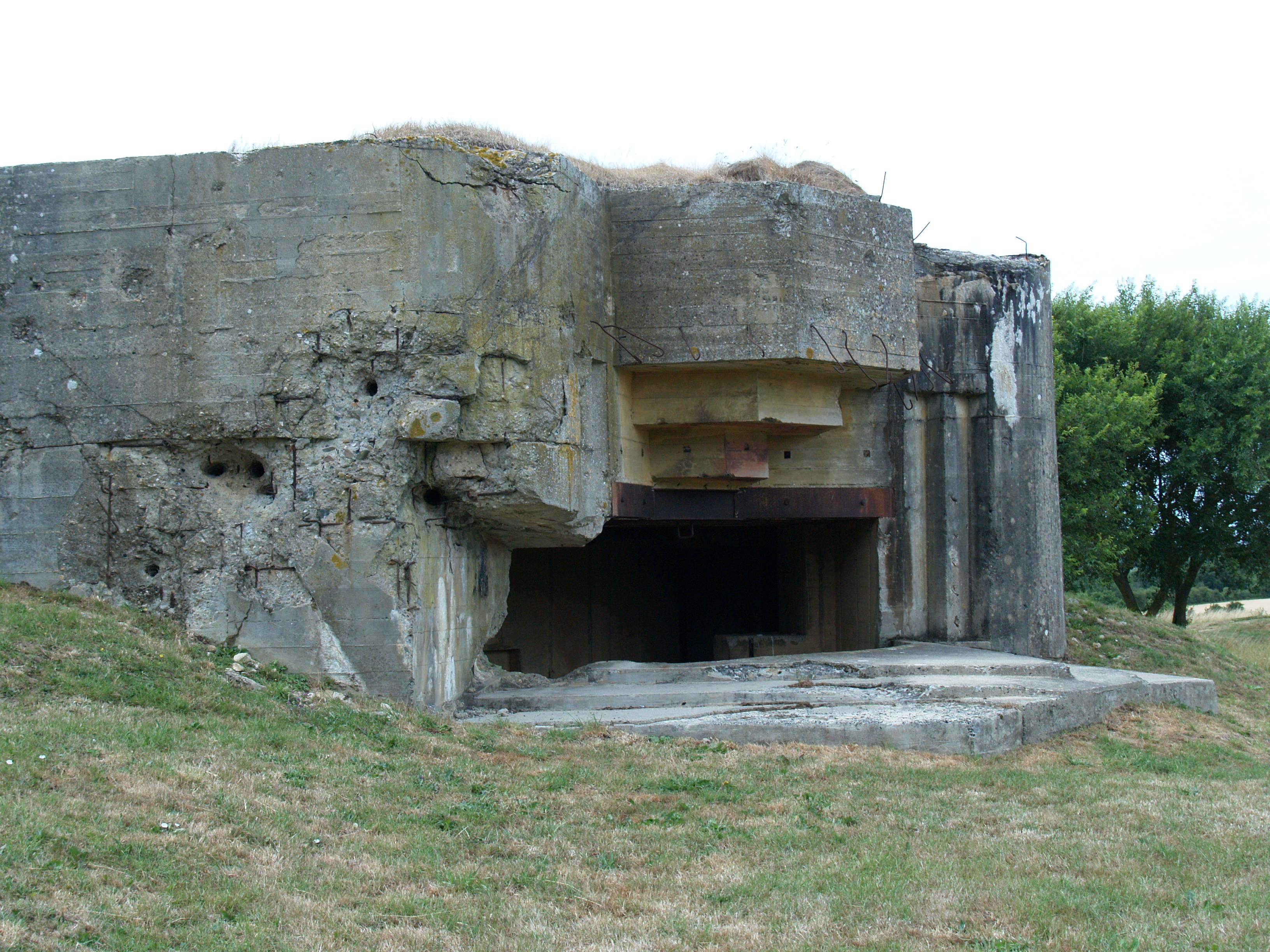
Geschützkasematte aus Beton
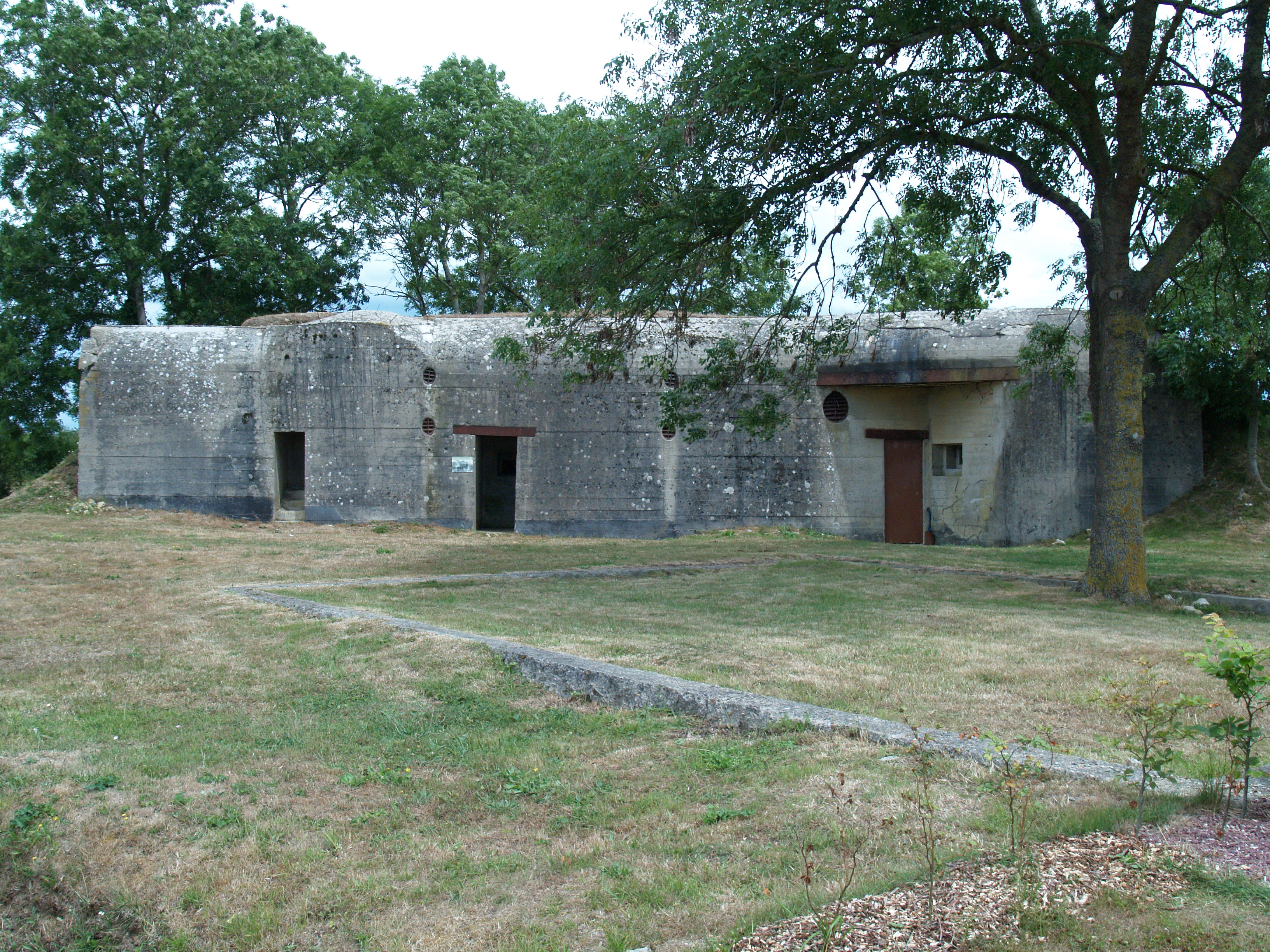
Blick auf die Rückseite einer Geschützkasematte
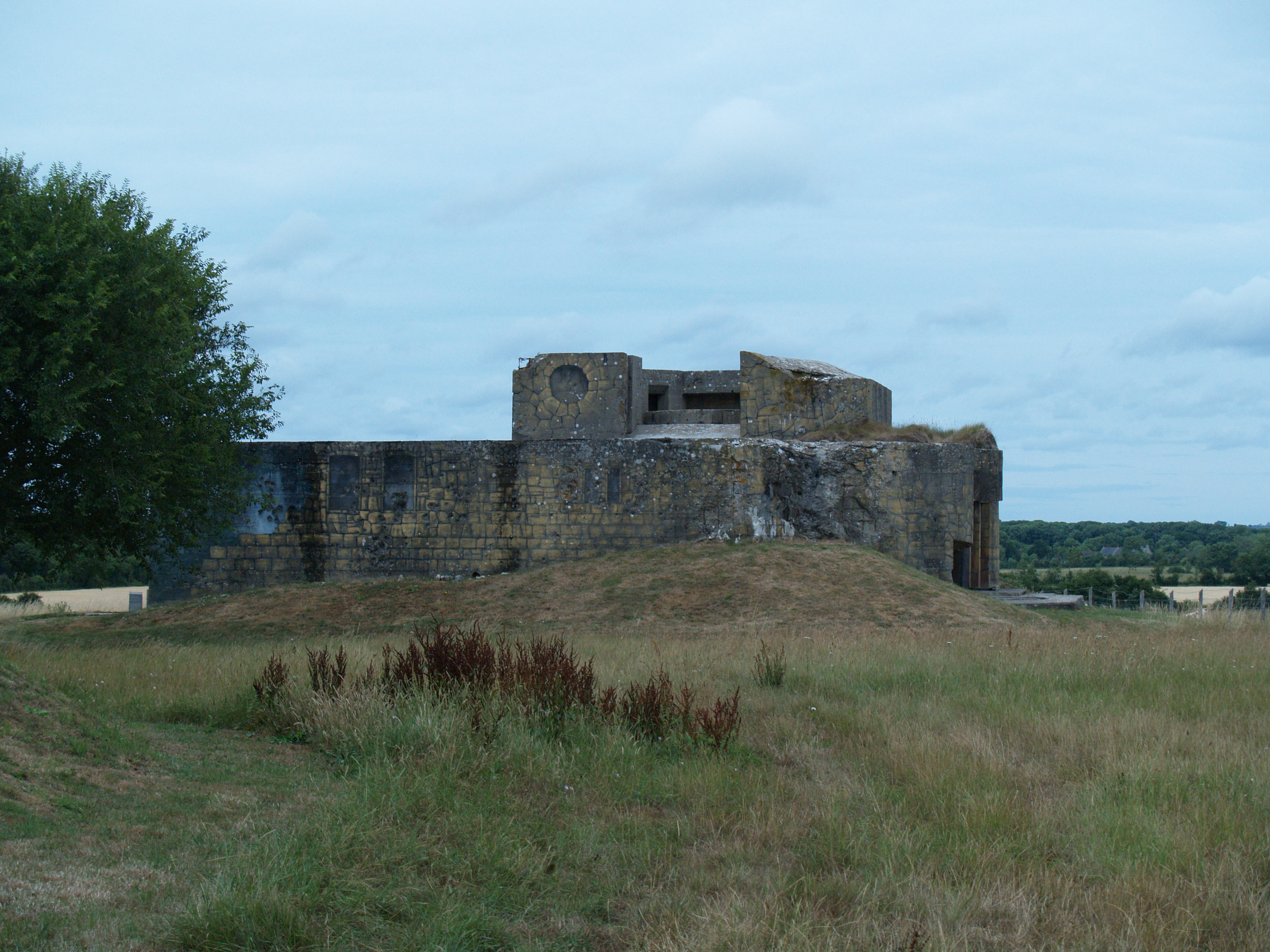
Kasematte für 105-mm-Artillerie
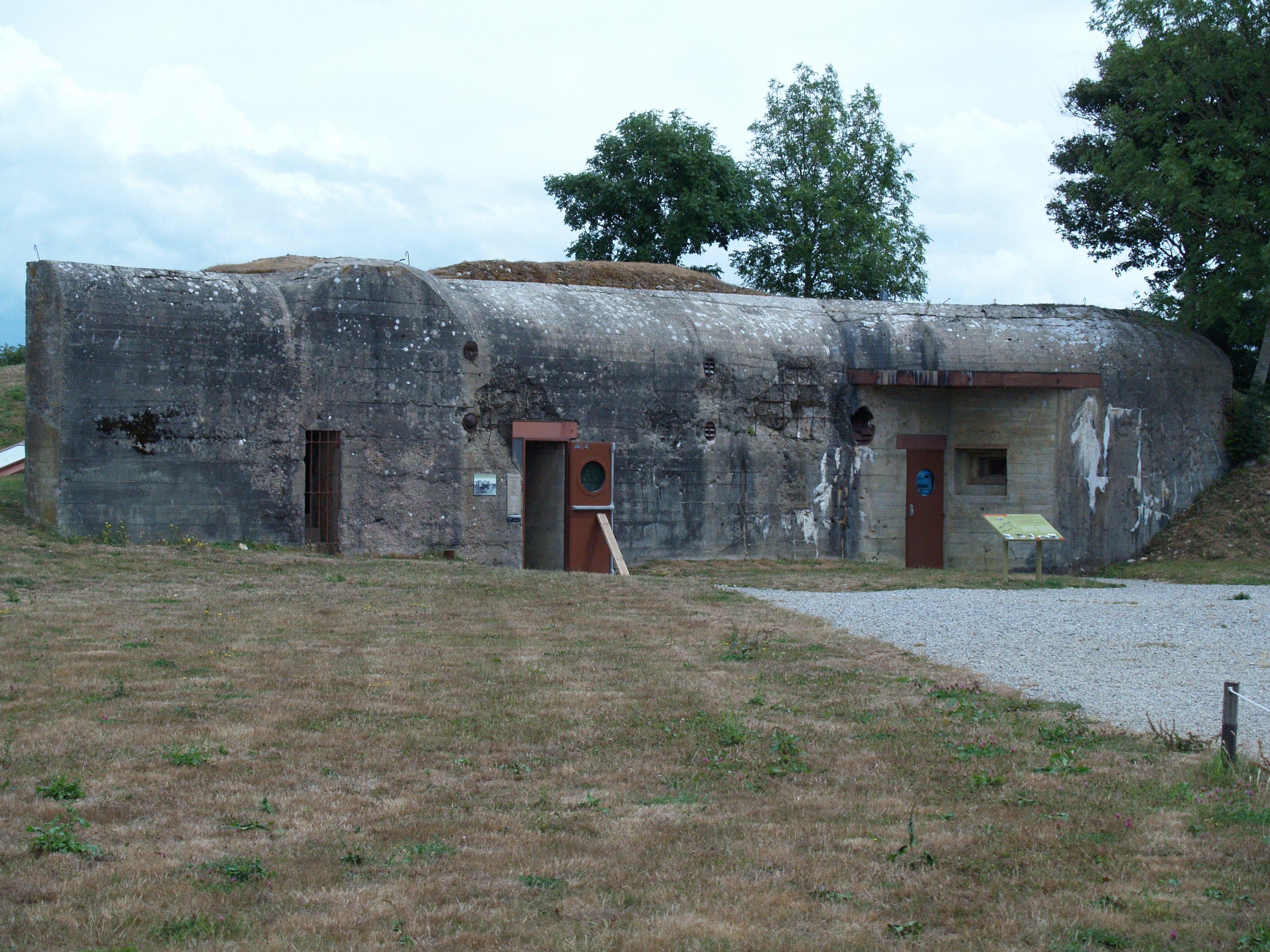
Kasematte in der Artilleriebatterie von Azeville
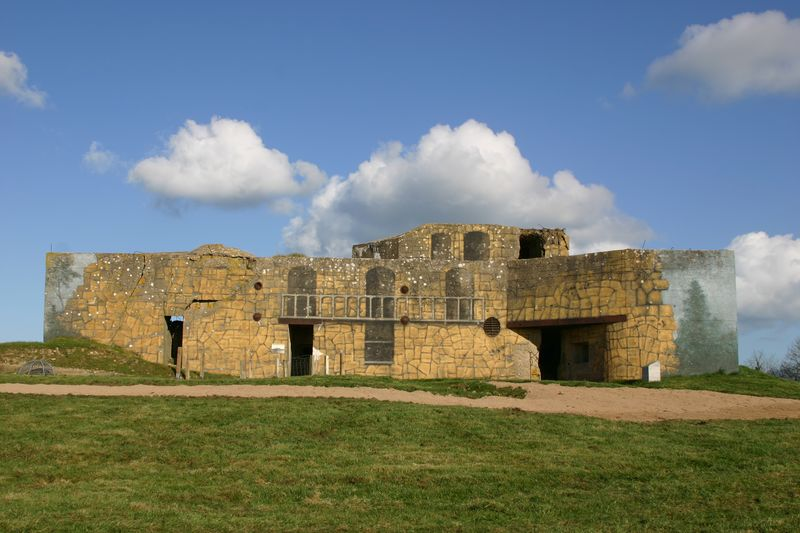
Tarnanstrich auf der Rückseite der Kasematte